# Segundo gobierno de Tabaré Vázquez
El segundo gobierno de Tabaré Vázquez comenzó a partir de su asunción como presidente de la República Oriental del Uruguay el 1 de marzo de 2015, luego de haber ganado en la segunda vuelta de las elecciones nacionales de 2014 a fines de noviembre, confirmándose así el tercer período de gobierno del Frente Amplio en el poder. Se caracterizó por seguir la continuidad de las políticas implementadas por este partido desde su llegada al poder. Entre las políticas destacadas están el Sistema Nacional de Cuidados, el Plan Ibirapitá para el acceso a la tecnología de los adultos mayores, la Ley Integral para Personas Trans y la autorización de la construcción de la planta de celulosa UPM 2.

## Elecciones nacionales de 2014
En las elecciones primarias, en las que el Frente Amplio obtuvo el 47,81% de los votos frente al 30,88% del Partido Nacional y el 12,89% del Partido Colorado entre otros, que requirió realizar la segunda vuelta para determinar la fórmula presidencial ganadora, el Frente Amplio obtuvo en la Cámara de Senadores 15 de las bancas del Senado, consiguiendo la mayoría absoluta en esta Cámara con la banca del vicepresidente elegido en noviembre. En la Cámara de Representantes el Frente Amplio obtuvo la mayoría absoluta, llegando a 50 de los 99 miembros.
En la segunda vuelta de las elecciones generales de 2014, ganó el balotaje la fórmula frenteamplista Tabaré Vázquez-Raúl Sendic con un 53,48% de los votos emitidos, contra el 41,17% de los votos emitidos a favor de la fórmula blanca Luis Lacalle Pou-Jorge Larrañaga. Así, dio comienzo al tercer gobierno frenteamplista en la historia electoral del país. 

## Gabinete

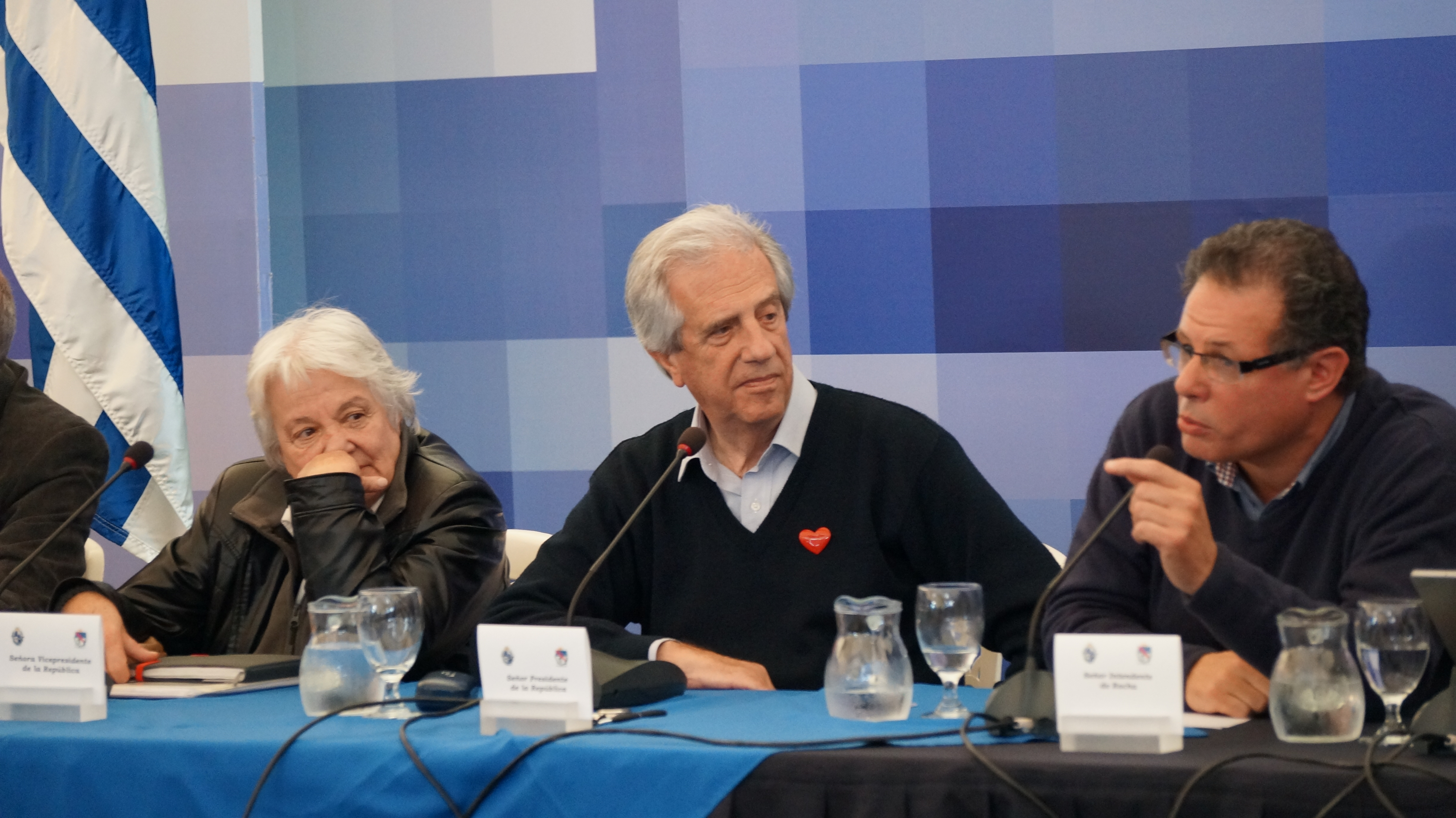
Tabaré Vázquez y Lucia Topolansky durante una sesión del Consejo de Ministros abierto en el departamento de Rocha.

Tabaré Vázquez anunció el 2 de diciembre de 2014 su equipo de gobierno para el próximo período: Miguel Toma como secretario de Presidencia, Juan Andrés Roballo como prosecretario de Presidencia, Álvaro García como director de la Oficina de Planeamiento y Presupuesto con Martín Dibarboure como su subsecretario, Eduardo Bonomi como ministro del Interior y Jorge Vázquez como subsecretario de ese ministerio, Danilo Astori como ministro de Economía y Finanzas y Pablo Ferrari como subsecretario del ministerio, María Julia Muñoz como ministra de Educación y Cultura y Fernando Filgueira como subsecretario de la cartera, Jorge Basso como ministro de Salud Pública y Cristina Lustemberg como subsecretaria, Rodolfo Nin Novoa como ministro de Relaciones Exteriores y José Luis Cancela como subsecretario de la cancillería, Víctor Rossi como ministro de Transporte y Obras Públicas junto con Jorge Setelich como subsecretario de este ministerio, Carolina Cosse como ministra de Industria, Energía y Minería con Guillermo Moncechi como subsecretario, Tabaré Aguerre como ministro de Ganadería, Agricultura y Pesca junto con Enzo Benech como subsecretario del ministerio, Ernesto Murro como ministro de Trabajo y Seguridad Social y a Julio Baraibar como su subsecretario, Eneida De León  al frente del Ministerio de Vivienda, Ordenamiento Territorial y Medio Ambiente y Jorge Rucks como el subsecretario de la cartera, como ministra de Desarrollo Social fue nominada Marina Arismendi y Ana Olivera como subsecretaria de este Ministerio, Liliam Kechichian como ministra de Turismo y Benjamin Liberoff como subsecretario de Turismo, y Eleuterio Fernández Huidobro como ministro de Defensa Nacional y Jorge Menéndez como subsecretario de Defensa.
El primer cambio en el gabinete se dio con el fallecimiento del ministro de Defensa Eleuterio Fernández Huidobro. Fue reemplazado por su subsecretario Jorge Menéndez, que asumió el cargo de ministro el 12 de agosto de 2016.
| ← Gobierno de Tabare Vázquez → 1° de marzo de 2015 - 1° de marzo de 2020 | ← Gobierno de Tabare Vázquez → 1° de marzo de 2015 - 1° de marzo de 2020 | ← Gobierno de Tabare Vázquez → 1° de marzo de 2015 - 1° de marzo de 2020 | ← Gobierno de Tabare Vázquez → 1° de marzo de 2015 - 1° de marzo de 2020 |
| ------------------------------------------------------------------------ | ------------------------------------------------------------------------ | ------------------------------------------------------------------------ | ------------------------------------------------------------------------ |
| Partido político                                                         |                                                                          | Frente Amplio                                                            | Frente Amplio                                                            |
| Cargo                                                                    | Cargo                                                                    | Titular                                                                  | Titular                                                                  |
| Presidente                                                               |                                                                          | Tabaré Vázquez 1 de marzo de 2015 - 1 de marzo de 2020                   |                                                                          |
| Vicepresidente                                                           | Raúl Sendic 1 de marzo de 2015-13 de setiembre de 2017                   |                                                                          |                                                                          |
| Vicepresidente                                                           | Lucia Topolansky 13 de setiembre de 2017 - 14 de febrero de 2020         |                                                                          |                                                                          |
| Ministros                                                                |                                                                          |                                                                          |                                                                          |
| Defensa                                                                  |                                                                          | Eleuterio Fernández Huidobro 1 de marzo de 2015-5 de agosto de 2016      |                                                                          |
| Defensa                                                                  | Jorge Menéndez 12 de agosto de 2016 – 1 de abril de 2019                 |                                                                          |                                                                          |
| Defensa                                                                  | José Bayardi 1 de abril de 2019 - 1 de marzo de 2020                     |                                                                          |                                                                          |
| Desarrollo Social                                                        | Marina Arismendi 1 de marzo de 2015-1 de marzo de 2020                   |                                                                          |                                                                          |
| Economía y Finanzas                                                      | Danilo Astori 1 de marzo de 2015 - 1 de marzo de 2020                    |                                                                          |                                                                          |
| Educación y Cultura                                                      | María Julia Muñoz 1 de marzo de 2015-1 de marzo de 2020                  |                                                                          |                                                                          |
| Ganadería, Agricultura y Pesca                                           | Tabaré Aguerre 1 de marzo de 2015 – 12 de enero de 2018                  |                                                                          |                                                                          |
| Ganadería, Agricultura y Pesca                                           | Enzo Benech 12 de enero de 2018 – 1 de marzo de 2020                     |                                                                          |                                                                          |
| Industria, Energía y Minería                                             | Carolina Cosse 1 de marzo de 2015 - 29 de enero de 2019                  |                                                                          |                                                                          |
| Industria, Energía y Minería                                             | Guillermo Moncecchi 30 de enero de 2019 – 1 de marzo de 2020             |                                                                          |                                                                          |
| Interior                                                                 | Eduardo Bonomi 1 de marzo de 2015 – 14 de febrero de 2020                |                                                                          |                                                                          |
| Interior                                                                 | Jorge Vazquez Rosas 14 de febrero de 2020-1 de marzo de 2020             |                                                                          |                                                                          |
| Relaciones Exteriores                                                    | Rodolfo Nin Novoa 1 de marzo de 2015-1 de marzo de 2020                  |                                                                          |                                                                          |
| Salud Pública                                                            | Jorge Basso 1 de marzo de 2015 – 1 de marzo de 2020                      |                                                                          |                                                                          |
| Trabajo y Seguridad Social                                               | Ernesto Murro 1 de marzo de 2015 – 1 de marzo de 2020                    |                                                                          |                                                                          |
| Transporte y Obras Públicas                                              | Victor Rossi 1 de marzo de 2015 – 1 de marzo de 2020                     |                                                                          |                                                                          |
| Turismo                                                                  | Liliam Kechichián 1 de marzo de 2015 – 31 de enero de 2020               |                                                                          |                                                                          |
| Turismo                                                                  | Benjamín Liberoff 31 de enero de 2020-1 de marzo de 2020                 |                                                                          |                                                                          |
| Vivienda, Ordenamiento Territorial y Medio Ambiente                      | Eneida de León 1 de marzo de 2015 – 1 de marzo de 2020                   |                                                                          |                                                                          |
| Secretarías de Gobierno                                                  |                                                                          |                                                                          |                                                                          |
| Secretaría de presidencia                                                | Miguel Toma 1 de marzo de 2015 – 1 de marzo de 2020                      |                                                                          |                                                                          |
| Prosecretaría de presidencia                                             | Juan Andrés Roballo 1 de marzo de 2015 – 1 de marzo de 2020              |                                                                          |                                                                          |
| Oficina de Planeamiento y Presupuesto                                    | Alvaro García 1 de marzo de 2015 – 1 de marzo de 2020                    |                                                                          |                                                                          |
| Secretaria Nacional de Deporte                                           | Fernando Cáceres 1 de marzo de 2015-1 de marzo de 2020                   |                                                                          |                                                                          |
| Secretaria Nacional de Ciencia y Tecnología                              | Eduardo Manta 19 de marzo de 2018-1 de marzo de 2020                     |                                                                          |                                                                          |

## Política nacional

### Administración pública

#### Creación de la Fiscalía General de la Nación como servicio descentralizado
A partir de 2015 la Fiscalía de Corte y Procuraduría General de la Nación deja de ser una unidad ejecutora del Ministerio de Educación y Cultura y pasa a ser un servicio descentralizado, independiente del Poder Ejecutivo, con la denominación Fiscalía General de la Nación. La Fiscalía General de la Nación cumple las funciones de Ministerio Público y Fiscal para velar por los intereses generales de la sociedad, para lo cual comparece ante los tribunales, como órgano autónomo y sin ser parte integrante de los mismos, en distintas calidades: como parte, como representante del Estado, como actor, como demandado o como tercero interesado. La Fiscalía está dirigida por el director general, fiscal de Corte y procurador general de la Nación, con una duración de diez años y designado por el Poder Ejecutivo previa venia de tres quintos del total de componentes de la Cámara de Senadores o de la Comisión Permanente.

#### Aprobación de un nuevo Estatuto del Funcionario del Servicio Exterior
En diciembre de 2019 se promulgó la ley N° 19841 que reemplazó al anterior dictado durante la dictadura cívico militar de 1973-1985, suponiendo un paso más en la moderniazación del servicio exterior de la Administración pública uruguaya. Esta ley actualizó el cuerpo normativo teniendo en cuenta todos los cambios en la relación funcional y la realidad de las relaciones internacionales, además de unificar en una única norma la dispersión normativa generada con el paso de los años. Una de las reformas que trajo consigo el nuevo Estatuto fue bajar la edad de retiro de los embajadores a los 70 años.

### Industria, energía y minería

#### Búsqueda de petróleo, sin éxito
Durante el 2016 el gobierno pactó con la empresa petrolera francesa Total para iniciar perforaciones en la plataforma marítima uruguaya, a unos 6400 metros de profundidad, con el objetivo de encontrar petróleo. Durante esta búsqueda el presidente Vázquez se reunió con los expresidentes desde el retorno de la democracia para plantear, en caso de hallarse petróleo comercialmente explotable, una política de Estado para la gestión de los ingresos obtenidos por el combustible, citándose como ejemplo a Noruega. Sin embargo, el resultado del informe de la petrolera francesa fueron negativos, no pudiéndose probar la existencia de petróleo en la exploración en uno de los bloques de la plataforma marítima. Esto hizo caer el clima de optimismo del oficialismo y levantó algunas críticas de la oposición que calificaron de apresurado e imprudente el aviso.
En octubre de 2017, en otra exploración, esta vez en tierra, en Cerro Padilla, Paysandú, a 845 metros de profundidad por la empresa Schuepbach Energy (subsidiaria de Petrel Energy), se halló presencia de hidrocarburos, aunque había que analizar si la presencia es comercialmente rentable. En noviembre de 2017 la empresa informó que la cantidad es insignificante y que no valía la pena su explotación comercial. En ese mismo mes la empresa comenzó a buscar en Cerro de Chaga, Salto, pero la empresa suspendió la búsqueda de petróleo para buscar socios que sigan financiando la búsqueda. En abril de 2018 la empresa anunció que no tenía fondos para seguir con la exploración.

#### UPM 2
A mediados de julio de 2019 el gobierno y los representantes de la empresa multinacional finlandesa UPM confirmaron la inversión para la construcción de su segunda planta de celulosa en Uruguay, en una inversión que ascendería a unos 2700 millones de dólares estadounidenses más 350 millones de esta moneda en la adecuación del Puerto de Montevideo y construcción de locales en Paso de los Toros. El plan previsto para la puesta en marcha de la planta era para inicios de 2022. La inversión crearía hasta 6000 puestos de trabajo durante su etapa de construcción, mientras que luego se gemerarían 10000 puestos laborales, 4000 dependientes directamente de la empresa y contratistas y el resto de la cadena de trabajo de 600 empresas. Esta inversión supondría un crecimiento del PBI de un 2% y traería un crecimiento económico en Durazno, Florida, Cerro Largo y Tacuarembó entre 10 y 15% del PBI de estos departamentos.
Esta inversión fue recibida con satisfacción en el oficialista Frente Amplio, mientras que en algunos sectores de la oposición, como Luis Lacalle Pou y Julio María Sanguinetti de los partidos Nacional y Colorado, apoyaron el proyecto pero no la forma y los términos de la negociación. Sin embargo, algunos sectores políticos, como en Unidad Popular y parte de Cabildo Abierto manifestaron su rechazo tanto a la negociación a puertas cerradas como a los términos del contrato de inversión, señalando los problemas ambientales que podría generar la construcción y puesta en funcionamiento de la planta o que el gobierno hizo demasiadas concesiones en la negociación.

### Medio ambiente
En diciembre de 2018 se creó con la Ley de Agroecología un Plan Nacional de Agroecología, en donde se declaró de interés general la promoción de sistemas de producción, distribución y consumo de productos agroecológicos, en donde se aplica una visión ecológica al diseño, desarrollo y gestión de ecosistemas agrícolas sostenibles. Involucra, entre otros, a los productores agropecuarios familiares y otros sistemas de producción agrícola urbana y suburbana. Impulsa un sistema nacional de certificación de productos orgánicos para certificar que la calidad de estos productos cumpla con los estándares de producción sostenible y respete el medio ambiente, sin utilizar productos químicos. El marco institucional de este sistema está en la Comisión Honoraria del Plan Nacional de Agroecología, dentro del Ministerio de Ganadería, Agricultura y Pesca.

### Salud

#### Derecho a la asistencia médica de urgencia y emergencia en cualquier prestador de salud del país
A través de la ley de rendición de cuentas de 2017 (artículos 145 a 149) se constituyó y reconoció el derecho a la asistencia en situaciones de urgencia y emergencia en el país a todos los habitantes residentes del mismo, a brindarse por todos los prestadores de salud del país, garantizando la atención fuera de su lugar de residencia. Esto implica que cuando un usuario del sistema de salud necesite atención y su prestador no tiene un servicio en la localidad en la que está el usuario ni tampoco convenio con una institución local, este podrá atenderse en cualquier otro prestador. El usuario posteriormente abonará el costo del servicio a su prestador de origen según las tasas establecidas por la reglamentación. Luego la institución de origen debe compensar los aranceles correspondientes a la institución que le brindó la atención de emergencia al usuario.

#### Sistema Nacional de Cuidados
A partir de la aprobación de la Ley de Cuidados (N° 19353 del 27 de noviembre de 2015), se reconoció el derecho de todas las personas en situación de dependencia a ser cuidadas con calidad, además de promover un cambio cultural para que los cuidados sean compartidos de forma igualitaria por ambos sexos. Este sistema implica la atención a las necesidades de personas en situación de dependencia, como los adultos mayores, personas con discapacidad dependientes, menores de edad —especialmente los menores de 3 años—, incluyendo como sujetos de derecho también a los cuidadores.

### Políticas sociales

#### Plan Ibirapitá
En el año 2015 se creó el Plan Ibirapitá, por el cual se entregó tabletas a aproximadamente 400 mil jubilados que tenían jubilaciones bajas de hasta $24.400 mensuales, buscando eliminar la denominada «brecha gris» o «brecha digital» en este sector de la población.
Como argumentos planteados, este plan busca ocuparse de un sector postergado y con dificultades como el de los adultos mayores, siendo que la entrega de la tabletas tiene ventajas más significativas a que si se hubiera volcado en una mejora de la jubilación o pensión, que tendría impacto reducido. Con la tableta se posibilita el acceso a la comunicación, a la tecnología y al internet a los mayores de 65, que antes no tenían, permitiéndole manejar aplicaciones sobre su salud, trámites públicos, noticias y otros contenidos culturales. Además, le permite comunicarse remotamente con familiares y amigos en el país y en el exterior, en un tiempo en la vida en que los adultos mayores tienden a quedarse solos. La tableta además impulsa a los beneficiarios a esforzarse y aprender para poder usarla, evitando la tendencia a la inercia.
En un estudio del 2019, la falta de infraestructura representa la barrera más importante para el uso de internet entre las mujeres de 65 o más años de edad beneficiarias del Plan Ibirapitá: entre la tableta, conexión a internet, computadora y teléfono celular, sólo inciden en forma significativa la presencia de la tableta Ibirapitá y la conexión a internet. La composición de la familia y la estructura del hogar tiene impacto en el acceso a internet: cuando el adulto mayor tiene hijos en el exterior, esto funciona como motivador para tener internet, mientras que la presencia de hijos en el hogar funciona como un freno. Esto también se daría cuando hay presencia de menores de 14 años en el hogar. El estudio también consideró que al aumentar la edad la posibilidad de usar internet disminuye, pero con la tableta Ibirapitá compensa la variación en la tasa de uso de internet.

#### Ley integral para personas trans
La Ley N° 19684 o Ley Integral para Personas Trans fue promulgada el 26 de octubre de 2018, nació a partir de un proyecto remitido por el Poder Ejecutivo y que tuvo el apoyo de varias organizaciones civiles. Esta ley estableció la libertad de la identidad, concretándose en el derecho de las personas de desarrollar su personalidad conforme a su identidad de género. A partir de esto el Estado debe desarrollar políticas dirigidas a la población trans residente en el país, como víctimas históricas de discriminación por su identidad.
Habilita la opción de «adecuar» o cambiar su nombre y sexo en los documentos de identificación personal. En el caso de menores de 13 años esto debe hacerse luego de un proceso asistido por profesionales, previa anuencia de sus padres o representantes legales.
Para personas trans nacidas antes del 31 de diciembre de 1975 que acrediten fueron vulneradas en sus derechos por su condición de tal durante la pasada dictadura, posibilitó la opción de solicitar una pensión vitalicia reparatoria de una suma equivalente a 3 Bases de Prestaciones y Contribuciones (BPC) mensuales, siempre que no perciban otra pasividad o no superen el tope de ingresos de 15 BPC mensuales. Esta se puede solicitar hasta 10 años después de la vigencia de la ley.
En lo referido a la formación y trabajo, se estableció una reserva de cupos del 1% de los puestos de trabajo públicos destinados a personas trans que cumplan con los requisitos para acceder a los cargos. El Instituto Nacional de Empleo y Formación Profesional (INEFOP) también debe destinar un 1% de sus cupos en programas de capacitación a personas trans.
En el sistema de salud se instauró la prohibición de discriminar a las personas trans en el ámbito de la medicina, teniendo el derecho a la atención sanitaria integral para realizar tratamientos u operaciones de cambio de sexo. Para esto, la reglamentación estableció que todas las entidades sanitarias del Sistema Nacional Integrado de Salud deben suministrar obligatoriamente todos los programas integrales de prestaciones que determine el Ministerio de Salud Pública, ya sea por sus propios medios o mediante contratados.
Dispuso que los menores puede acceder a tratamientos irreversibles de cambio de sexo, requiriendo en este caso la autorización o anuencia de sus representantes legales.
A mediados de 2019, algunos legisladores del Partido Nacional asociados con las iglesias evangélicas iniciaron una campaña de recolección de firmas para iniciar el procedimiento de pre-referéndum, por el que llegado a un 25% del padrón electoral podían convocar a un referéndum para derogar la ley trans. Sin embargo, esta iniciativa fracasó al no llegar al mínimo requerido para convocar a un referéndum, recibiendo el apoyo del 9,90% de los habilitados frente al 25% de adhesiones del padrón electoral para que se habilitara la instancia electoral.

### Vivienda
A partir de octubre de 2017 cambió el tope para poder ser sujetos de crédito y acceder a programas de vivienda del gobierno, de un único límite máximo de ingresos de 60 unidades reajustables (UR) para todos a uno progresivo de acuerdo con el número de integrantes del hogar: con un integrante 40 UR máximo, dos integrantes hasta 60 UR, tres hasta 72 UR, cuatro hasta 84 UR y cinco o más miembros hasta 96 UR de máximo en el núcleo familiar. Esta modificación atendió la situación de que muchas familias de más de cinco integrantes tuvieran que estar muy cerca del nivel de pobreza para poder acceder, al mismo tiempo de que se favorecía a familias sin hijos o hogares unipersonales en perjuicio de las familias con hijos. Por lo tanto, esta reforma buscó extender el alcance del plan de créditos de vivienda.

## Política exterior

### Visitas oficiales
Dentro del primer año de su mandato, el presidente Vázquez realizó menos viajes al exterior en comparación con el mismo período de su antecesor, José Mujica. En abril de 2015 participó en la VII Cumbre de las Américas celebrada en la Ciudad de Panamá, evento durante el cual se reunió con el presidente de los Estados Unidos Barack Obama.

### Abandono del Tratado Interamericano de Asistencia Recíproca
En septiembre de 2019, con motivo de una próxima instancia de votación en la Organización de Estados Americanos para aplicar el Tratado Interamericano de Asistencia Recíproca —un tratado de defensa pensado para la situación de que ante un ataque a un país americano, se considera como uno contra todos los países de América y por ende cada una de las partes se compromete a combatir el ataque— contra el gobierno de Nicolás Maduro para capturar y extraditar a los funcionarios venezolanos chavistas, supuestamente involucrados en delitos de corrupción, el canciller Rodolfo Nin Novoa anunció que de aplicarse este tratado que habilitaría la opción armada contra Venezuela, Uruguay abandonaría el tratado.
El 24 de septiembre el canciller Nin Novoa anunció el retiro de Uruguay del TIAR tras la votación del 23 de septiembre que por 16 votos a favor, el voto en contra de Uruguay, una abstención de Trinidad y Tobago y una ausencia de Cuba determinó activar el tratado para actuar en la crisis de Venezuela, proceso promovido por los países del Grupo de Lima alineado con Estados Unidos. Calificó al tratado como obsoleto, inconducente, del cual se estaba haciendo un uso inapropiado. En su argumentación remarcó que con esta resolución se violó el principio de la solución pacífica de las controversias y el de la no intervención en asuntos internos de otros países.
El proceso de denuncia del tratado para desligarse de las obligaciones internacionales asumidas al suscribirlo y ratificarlo se hace efectivo transcurridos dos años contados desde su denuncia. El entonces candidato a la presidencia Luis Lacalle Pou coincidió con que el TIAR fue creado con otras finalidades, pero opinó que Uruguay no debía retirarse de este tratado. Al año siguiente, luego de ser electo y asumir su cargo como el próximo Presidente de la República, Luis Lacalle Pou resolvió revocar la denuncia del tratado y reingresar al TIAR.

## Controversias

### Renuncia de Raúl Sendic
El 9 de septiembre de 2017 el entonces vicepresidente de Uruguay Raúl Sendic anunció ante el Plenario del Frente Amplio su renuncia a la vicepresidencia. Esto ocurrió luego de un fallo del Tribunal de Conducta Política de dicha fuerza política en el que se consideró que los actos en que incurrió eran cuestionables en su responsabilidad ética y política, violando reiteradamente normas de control. Este sería el acto final luego de meses de divisiones internas en que fue perdiendo apoyos dentro del Frente Amplio y ganado críticas en la oposición, luego de una serie de incidentes que le involucraban, como el incidente del título de Licenciado en Genética Humana, que afirmaba serlo pero que luego no logró acreditar, incluso admitiendo que no era graduado como lo había pretendido antes. También se vio envuelto en varios procesos judiciales por su gestión en ANCAP, entre ellos uno por los gastos que realizó con la tarjeta corporativa de esa empresa pública, incluyendo compras en tiendas de ropa, joyería y productos electrónicos.

### Cincuetones
«Cincuentones» es el nombre de un colectivo social surgido en el 2015 conformado por las personas afectadas por el sistema de transición de la reforma jubilatoria de 1995 que estableció un sistema previsional mixto de seguridad social, en la que entran al sistema actores privados denominados AFAP de régimen de ahorro individual en combinación con el sistema de reparto intergeneracional del Banco de Previsión Social. Los cincuentones se vieron afectados porque el BPS no le reconoce la totalidad de sus aportes previos a 1996, y porque estos aportaron durante menos años que aquellos trabajadores que estuvieron siempre en el sistema mixto. Esto provocó que quienes quedaron comprendidos en el régimen de transición, los trabajadores menores de 40 años y que percibían al tiempo de la reforma ingresos mayores a 5 mil pesos uruguayos, percibieran pasividades inferiores comparadas con las de quienes permanecieron en el régimen anterior —realizando la totalidad de sus aportes al BPS— y también las de quienes estuvieron siempre en el sistema mixto.
Estas personas a mediados del 2015, cerca de su retiro de la actividad laboral, comenzaron a manifestarse, llegando a hacer al menos dos protestas al mes. Se organizaron mediante redes sociales, se reunieron frente a la Torre Ejecutiva y al Palacio Legislativo. Posteriormente se envió un proyecto de ley al parlamento, el cual recibió apoyo de la central sindical PIT-CNT y de la Organización Nacional de Jubilados y Pensionista del Uruguay. El conflicto terminó con la concesión del Poder Ejecutivo, promulgándose la ley 19590, que dispuso que las personas con 50 o más años de edad cumplidos al 1 de abril de 2016, estando comprendidas obligatoriamente en el régimen mixto de seguridad social y cuentan con ahorro obligatorio en las AFAP. En la etapa inicial comenzaron con entrevistas de asesoramiento para hacer los cálculos del sistema que les era más conveniente. Luego de esa entrevista el trabajador tenía 90 días para decidir si mantenía sus ahorros de la AFAP en esas entidades o si los trasladaba al fondo común del Estado que se había creado.
A fines del 2019, de los 61556 cincuentones habilitados para hacer el cambio que recibieron asesoramiento, el 43,8% (26964 personas) se había desafiliado luego de ser asesorados por el BPS. Esta desafiliación de las AFAP fue en mayor en proporción en el caso de los trabajadores activos que de los jubilados.

### Movimiento Un Solo Uruguay
El movimiento de «Autoconvocados», posteriormente conocido como «Un Solo Uruguay», es un movimiento social de protesta integrado por personas vinculadas al medio agropecuario, comercial e industrial, surgido espontáneamente a principios del 2018, que en su protesta del 23 de enero de 2018 manifestó su disconformidad con el gasto público y la falta de políticas de apoyo a sectores como el agropecuario, criticando entre otros aspectos el tamaño y costo del estado.

### Actas del Tribunal de Honor a Gilberto Vázquez y cese de la cúpula de defensa
El presidente Tabaré Vázquez cesó a inicios de 2019 a miembros de la cúpula de defensa, el ministro de defensa Jorge Menéndez, al subsecretario Daniel Montiel, y a los miembros del Tribunal de Honor del Ejército, que fueron cesados y pasados a retiro, al comandante en jefe del Ejército general José González, al jefe de la División IV del Ejército general Gustavo Fajardo y al jefe del Estado Mayor de la Defensa general Alfredo Erramún, además de los miembros del Tribunal de Alzada Carlos Sequeira, Alejandro Salaberry y Claudio Romano, debido a que con la revelación de las actas del Tribunal de Honor se supo que el teniente coronel (retirado) José Gavazzo había confesado ser el autor de la desaparición del tupamaro Roberto Gomensoro en marzo de 1973, pero que el Tribunal consideró que por este y otros homicidios no había motivos para condenar militarmente a Gavazzo y a otro militar, que ellos no habían afectado el honor del Ejército, pero que cometieron falta gravísima al no comunicar de los hechos a la Justicia. El escándalo también salpicó al oficialismo al haber acusaciones encontradas sobre si se había comunicado al presidente Vázquez.